# Parcul Industrial Șura Mică
Parcul Industrial Șura Mică este primul parc industrial inaugurat în România.
Este situat în județul Sibiu, iar administratorul parcului este controlat de stat (prin Consiliul Local al Comunei Șura Mică).
Parcul a atras până în prezent 33 de investitori, iar 57% din companiile care au cumpărat teren în parc au capital străin.
Cele 33 de companii au investit până în prezent 55 milioane lei în total.
Parcul a fost ocupat integral în 2008, iar la finele lui 2009 în parc existau 443 de angajați în total.